# Erwin Neutzsky-Wulff
Erwin Neutzsky-Wulff (* 24. November 1949) ist ein dänischer Autor in den Genres Science Fiction, Populärwissenschaft, Horror und Prosa.

## Leben
Erwin Neutzsky-Wulff ist ein Sohn des Schriftstellers Aage Neutzsky-Wulff (1891–1967) und Halbbruder der Schriftstellerin Vita Andersen. Ursprünglich beschäftigte er sich in seinen Werken mit philosophischen und zivilisationskritischen Themen, häufig inspiriert von Satanismus, Faust-Motiv und moderner Science-Fiction. Höhepunkte seines Wirkens waren unter anderem die Romane Indsigtens sted (1980), Menneske (1982), Verden (1994) und Døden (1996). Anfang der 1980er Jahre veröffentlichte er auch eine Reihe populärer Computerbücher, die unter anderem BASIC-Programmierung an Heimcomputern behandeln.

## Werke
- Dialog om det enogtyvende århundredes to vigtigste verdenssystemer (1971, 2. ed. 1972)
- Adam Harts opdagelser (1972, republished 2003)
- Anno Domini : roman (1975, republished 2000)
- Victor Janis & Søn (1976)
- Adam Hart og sjælemaskinen (1977)
- Den 33. marts (1977)
- Indsigtens sted (1980)
- Menneske : roman (1982)
- Ulvens arv og andre noveller (1984)
- Mikrodatamaten, programmering og anvendelse : en bog om ZX81 BASIC (1984)
- Okkultisme (1985)
- Programmering med COMMODORE BASIC (1985)
- Amstrad BASIC (1985)
- Magi (1986)
- BASIC med COMMODORE 64 (1986)
- Comal 80 og Piccoline (1986)
- Faust : roman (1989)
- Postscript-programmering (1990)
- Skrækkens ABC (1992)
- Gud : roman (1994)
- Verden : roman (1994)
- Havet (1996)
- Døden : roman (1996)
- UFO : roman (1999)
- 2000 : roman (2000)
- For længe siden : Første Mosebog i nyoversættelse (2000)
- Rum : roman (2001)
- Abattoir (2003)
- Det overnaturlige Das Obennaturliche (2004)